# Otto Paetz
Otto Paetz (* 22. Januar 1914 in Reichenbach im Vogtland; † 12. Februar 2006 in Zella-Mehlis) war ein deutscher Maler.

## Leben
Otto Paetz erlernte zunächst den Beruf des Dekorationsmalers und besuchte in den Jahren 1935 bis 1939 die Meisterschule für Handwerk und angewandte Kunst in Weimar. Während der Kriegsjahre 1941 bis 1945 studierte er an der Hochschule für Baukunst und bildende Künste in Weimar bei Walther Klemm. Zum Ende des Zweiten Weltkrieges 1945 siedelte Paetz sich in Weimar an, später auch in Zella-Mehlis. Er schuf neben freien Arbeiten auch Buchillustrationen für den Aufbau Verlag Berlin, den Greifenverlag Rudolstadt und den Mitteldeutschen Verlag Halle/Saale und Leipzig. Mit Erwin Görlach, Hans Neupert und Rolf Reimann (* 1924) war er zeitweilig in einer Gruppe Junger Illustratoren verbunden.
1960 wurde der von der Abteilung Kultur des Rates des Bezirks Erfurt mit Karl-Ludwig Goetjes, Otto Knöpfer,  und Ilse Spangenberg zur künstlerischen Arbeit in die LPG „Walter Ulbricht“ in Merxleben delegiert.
Paetz war Vertreter der so genannten Weimarer Malerschule und ist dem zeitlosen Realismus zuzuordnen. Er wurde insbesondere mit seinen schwarz-weißen Landschaftsbildern bekannt.
Paetz hatte in der Sowjetischen Besatzungszone und der DDR eine bedeutende Anzahl von Einzelausstellungen und war auf den meisten großen überregionalen Kunstausstellungen vertreten, u. a. von 1953 bis 1988 auf allen Deutschen Kunstausstellungen bzw. Kunstausstellungen der DDR in Dresden. 1971 wurde er mit dem Kunstpreis der DDR ausgezeichnet. 1974 erhielt er den Vaterländischen Verdienstorden in Bronze. Die Stadt Weimar ehrte Paetz 2004 mit dem Weimar-Preis für sein Lebenswerk. 2004 wurde Otto Paetz Ehrenbürger seiner Geburtsstadt Reichenbach.

## Darstellung Paetz‘ in der bildenden Kunst
- Hans Steger: Otto Paetz (1946; Porträtbüste, Gips; Skulpturensammlung Dresden, Inv. Nr. ASN 5756)[7]

## Museen und öffentliche Sammlungen mit Werken Paetz (unvollständig)
- Schlossmuseum Arnstadt
- Angermuseum Erfurt
- Otto-Dix-Haus Gera
- Städtische Museen Jena
- Sammlung Thüringer Kunst der Mühlhäuser Museen
- Schlossmuseum Sondershausen
- Stadtmuseum Weimar

## Werkbeispiele
- Hinterhof (Tafelbild, ausgestellt 1949 auf der 2. Deutschen Kunstausstellung)[8]
- Mitteldeutsche Industrielandschaften (Folge von Radierungen, um 1958; ausgezeichnet mit dem Kunstpreis des FDGB.) u. a.[9]
- LPG Merxleben (Folge von fünf Radierungen, um 1960) u. a.[10]
- Landschaften der ČSSR (Folge von Radierungen, um 1962) u. a.[11]
- Lesendes Mädchen (Radierung, um 1964)[12]
- Porträt Fred Düren (Bleistift-Zeichnung, um 1964)[13]
- Kinderporträt (Radierung, 1967)[14]